# Баніюль-сюр-Мер
Банію́ль-сюр-Мер (фр. Banyuls-sur-Mer) — муніципалітет у Франції, у регіоні Окситанія, департамент Східні Піренеї. Населення — 4671 особа (01.01.2021).
Муніципалітет розташований на відстані близько 720 км на південь від Парижа, 140 км на південний захід від Монпельє, 31 км на південний схід від Перпіньяна.

## Історія
До 2015 року муніципалітет перебував у складі регіону Лангедок-Русійон. Від 1 січня 2016 року належить до нового об'єднаного регіону Окситанія.

## Демографія
Динаміка населення (INSEE ):
Розподіл населення за віком та статтю (2006):
| Стать | Всього | До 15 років | 15-24 | 25-44 | 45-64 | 65-85 | Понад 85 |
| --- | ------ | ----------- | ----- | ----- | ----- | ----- | -------- |
| Чоловіки | 2152   | 312         | 180   | 445   | 605   | 558   | 52       |
| Жінки | 2454   | 288         | 156   | 477   | 667   | 726   | 140      |
| \| Статево-вікова піраміда \| Статево-вікова піраміда \| Статево-вікова піраміда \| \| ----------------------- \| ----------------------- \| ----------------------- \| \| Чоловіки \| Вік \| Жінки \| \| 52 \| 85 + \| 140 \| \| 108 \| 80-84 \| 192 \| \| 104 \| 75-79 \| 148 \| \| 159 \| 70-74 \| 163 \| \| 187 \| 65-69 \| 223 \| \| 171 \| 60-64 \| 180 \| \| 152 \| 55-59 \| 196 \| \| 147 \| 50-54 \| 144 \| \| 135 \| 45-49 \| 147 \| \| 175 \| 40-44 \| 140 \| \| 135 \| 35-39 \| 131 \| \| 67 \| 30-34 \| 107 \| \| 68 \| 25-29 \| 99 \| \| 72 \| 20-24 \| 56 \| \| 108 \| 15-20 \| 100 \| \| 124 \| 10-14 \| 96 \| \| 100 \| 5-9 \| 104 \| \| 88 \| 0-4 \| 88 \| |        |             |       |       |       |       |          |
| Статево-вікова піраміда |        |             |       |       |       |       |          |
| Чоловіки | Вік    | Жінки       |       |       |       |       |          |
| 52 | 85 +   | 140         |       |       |       |       |          |
| 108 | 80-84  | 192         |       |       |       |       |          |
| 104 | 75-79  | 148         |       |       |       |       |          |
| 159 | 70-74  | 163         |       |       |       |       |          |
| 187 | 65-69  | 223         |       |       |       |       |          |
| 171 | 60-64  | 180         |       |       |       |       |          |
| 152 | 55-59  | 196         |       |       |       |       |          |
| 147 | 50-54  | 144         |       |       |       |       |          |
| 135 | 45-49  | 147         |       |       |       |       |          |
| 175 | 40-44  | 140         |       |       |       |       |          |
| 135 | 35-39  | 131         |       |       |       |       |          |
| 67 | 30-34  | 107         |       |       |       |       |          |
| 68 | 25-29  | 99          |       |       |       |       |          |
| 72 | 20-24  | 56          |       |       |       |       |          |
| 108 | 15-20  | 100         |       |       |       |       |          |
| 124 | 10-14  | 96          |       |       |       |       |          |
| 100 | 5-9    | 104         |       |       |       |       |          |
| 88 | 0-4    | 88          |       |       |       |       |          |

## Відомі особистості
Народився Арістид Майоль — відомий французький скульптор. Зокрема, він автор "Пам'ятника полеглим", що було встановлено у місті у 1933 році.

## Економіка
2010 року серед 2611 осіб працездатного віку (15—64 років) 1722 були активними, 889 — неактивними (показник активності 66,0%, у 1999 році було 64,4%). З 1722 активних мешканців працювало 1480 осіб (756 чоловіків та 724 жінки), безробітними було 242 (127 чоловіків та 115 жінок). Серед 889 неактивних 185 осіб було учнями чи студентами, 413 — пенсіонерами, 291 була неактивною з інших причин.

У 2010 році в муніципалітеті числилось 2226 оподаткованих домогосподарств, у яких проживали 4420,5 особи, медіана доходів виносила 17 751 євро на одного особоспоживача